# Herman I de Baden
Herman I de Baden (n. 1040, Freiburg im Breisgau, Germania – d. 25 aprilie 1074, Abația Cluny, Bourgogne, Franța), aparținând familiei Zähringen, a fost margraf de Verona și strămoș al ramurii margrafilor de Baden.

## Biografie
Herman a fost fiul cel mare al ducelui Berthold al II-lea de Carintia. El a fost căsătorit cu Iudita de Backnang-Sulichgau, contesă de Eberstein-Calw, care a întemeiat abația de Hirsau. Cu Iudita, Herman a obținut dreptul asupra Baden-Baden, care mai târziu a devenit miezul domeniilor familiei. Printre aceste posesiuni se numărau Albgau și Ufgau.
Hermann I și soția sa au întemeiat mănăstirea augustiniană a Abației Backnang. Aceasta s-a prăbușit la puțină vreme și a fost reedificată de către fiul lor în 1123. Ulterior mănăstirea a devenit locul de odihnă a cinci generații de margrafi de Baden.
Atunci când tatăl lui Herman a devenit duce de Carintia în 1061, Herman a primit titlul de Margraf de Verona. Dat fiind că el nu a condus niciodată la Verona, pe atunci o dependență a Carintiei, titlul de margraf va rămâne să fie umplut de conținut de către descendenții săi. De asemenea, Herman a fost și conte de Breisgau.
În 1073 Hermann s-a separat de soția sa, a îmbrățișat cariera monahală și a devenit frate laic în Abația Cluny unde a și murit. El este sărbătorit de Biserica Catolică la data de 25 aprilie.

## Descendenți
Herman I și Iudita au avut următorii copii:
- Herman (d. 8 octombrie 1130), succesorul tatălui său;
- Luitgarda.